# Утёсов. Песня длиною в жизнь
«Утёсов. Песня длиною в жизнь» — российский телесериал о жизни и творчестве советского эстрадного артиста — певца, чтеца, руководителя оркестра и киноактёра Леонида Утёсова. Телесериал является кинобиографией всенародно любимого исполнителя песен «У Чёрного моря», «Раскинулось море широко», «Всё хорошо, прекрасная маркиза», «Гоп со смыком».
Телевизионный фильм режиссёра Георгия Николаенко рассказывает обо всех значительных вехах жизни легендарного Леонида Утёсова — с детских лет и до присвоения звания Народного артиста СССР первому из эстрадных актёров.

## Сюжет
Байопик о жизни и творчестве Леонида Утёсова
1 серия
Одесский двор. Мама Малка (Вера Воронкова) на сносях. И вот уже повитуха (Раиса Недашковская) принимает маленького Лёдю — того, чью судьбу предстоит пережить зрителям 12-серийного фильма.
С детства мальчика (Владик Гончар) влечёт искусство. В городском саду он пристаёт к гитаристу, чтобы тот научил его играть на гитаре, а от отдыхающей пары получает неожиданный подарок — он может заказать себе любое блюдо. Лёдя выбирает вафельное мороженое с клубникой и орехами за десять копеек, а затем просит повторить.
Подходит время учёбы, и Лёдю определяют в гимназию, но при условии, что его отец возьмёт расходы не только на своего сына, но и на сына мясника (Александр Игнатуша). Отец на это предложение соглашается. А во время погромов еврейские семьи прячутся в подвале у того самого мясника.
Гимназические годы. Директор коммерческого училища (Алексей Вертинский) набирает состав участников для выступления на торжественном вечере. Лазаря не берут из-за проблем с успеваемостью, однако, воспользовавшись паузой в программе, он всё же выступает там с песней «Что ты, соловушка».
На одесских задворках идут уличные бои. Лазарь одерживает верх над соперником и возвращает денежный залог за побеждённого ранее участника. В этот же период он знакомится с Мишкой Япончиком (Михаил Шкловский) и хозяином цирка-шапито Бородановым (Лесь Заднепровский).
2 серия
Лазарь (Владимир Жеребцов) осваивается в цирке Бороданова. У него начинается роман с циркачкой Любашей, но с цирковым силачом Яковом Ярославцевым (Назар Заднепровский) отношения не складываются. Амбиции молодого человека толкают его на освоение цирковых специальностей, на оплату наставника уходит половина его жалования. И настойчивая работа приносит результат — у Лазаря теперь есть свой цирковой номер.
Конфронтация с Ярославцевым переходит в активную фазу, а после того, как тот добивается от Любаши взаимности, Лазарь больше не может оставаться в цирке и возвращается в Одессу, но не находит там общего языка со своими родными.
На пляже он знакомится с театральным актёром Скавронским (Игорь Лагутин) и узнаёт, что тот потерял своего напарника по сцене. Подружившись, они начинают совместную работу. Дело за малым: какой псевдоним придумать начинающему актёру с неудобной фамилией Вайсбейн.

## В ролях
Леонид Утёсов и его семья
- Владик Гончар — Лёдя-маленький
- Кирилл Ивковский — Лёдя-подросток
- Владимир Жеребцов — Лёдя-юноша
- Марат Башаров — Леонид Утёсов
- Богдан Бенюк — Леонид Утёсов в зрелости
- Вера Воронкова — Малка (Малка Моисеевна), мать Утёсова
- Георгий Дрозд — Иосиф (Осип Калманович Вайсбейн), отец Утёсова
- Марина Александрова — Елена Осиповна Ленская, жена Утёсова в молодости
- Ада Роговцева — Елена Осиповна Ленская, жена Утёсова в зрелом возрасте
- Алиса Ржавская — Дита маленькая
- Наталья Гатиятова — Дита в молодости
- Татьяна Ташкова — Эдит, дочь Утёсова в зрелом возрасте
- Александр Никитин — Альберт, муж Эдит
- Нонна Гришаева — Антонина Ревельс, балерина, вторая жена Утёсова

Одесса
- Раиса Недашковская — повитуха, принимавшая Лёдика / Эдит
- Светлана Смоляная — Манька
- Александр Игнатуша — Кондратий Семёнович, мясник
- Светлана Попенко — мадам Гулько, соседка в одесском дворике
- Тамара Яценко — Розочка (Роза Моисеевна), соседка в одесском дворике
- Татьяна Стебловская — Анечка (мадам Гузман), соседка в одесском дворике
- Александр Дидык — Никита
- Сергей Гирин — капитан
- Алексей Нагрудный — Фуня Водолаз
- Алексей Вертинский — Г.Ф. Файг, директор коммерческого училища
- Михаил Шкловский — Мишка Япончик в юности
- Алексей Горбунов — Мишка Япончик
- Юлия Варламова — Лиза Мельникова
- Виктор Цекало — «Мимо кассы», налётчик ограбивший Шаляпина
- Лесь Заднепровский — Бороданов, хозяин цирка
- Алла Юганова — Любаша, циркачка
- Назар Заднепровский — Яков Петрович Ярославцев, силач в цирке
- Богдан Проценко — акробат
- Дарья Клюшкова — Клава
- Михаил Осадчий — Михаил
- Геннадий Корженко — артист цирка
- Игорь Лагутин — Скавронский, актёр, друг Утёсова
- Анжелика Горб — Лилечка
- Ксения Хижняк — Асенька
- Владимир Горянский — Николай Литвинов («Пушок»), суфлёр
- Анатолий Дяченко — Исаак Шпиглер, импресарио
- Ирина Новак — Аренде
- Софья Джунь — Нюрка, проститутка
- Марина Юрчак — Бэллочка
- Олег Комаров — антрепренёр
- Валерий Дудник — Илья Сергеевич, купец
- Анна Яремчук — Катя, дочь купца
- Ирина Дорошенко — актриса
- Елена Ерёменко — актриса
- Анна Маркова — актриса
- Александр Галафутник — актёр
- Святослав Супрунов — актёр театра Утёсова
- Владимир Андреев — прапорщик Кулько
- Олеся Жураковская — Оксана
- Виктор Глушков — капитан Барушьянц
- Лидия Оболенская — Олечка, балерина

Москва и Ленинград
- Алексей Петухов — портной
- Кирилл Кашликов — Давид Гутман, режиссёр Театра революционной сатиры
- Флорианна Боровик — жена Гутмана
- Ольга Сумская — Казимира Невяровская, польская актриса
- Марианна Кавка — Марыся, служанка Казимиры
- Владимир Кузнецов — Михаил Зощенко
- Александр Кочубей — трубач
- Фёдор Ольховский — пианист
- Александр Клаунинг — скрипач
- Александр Сагитов — кларнетист
- Виталий Делестьянов — контрабасист
- Дмитрий Марьянов — Исаак Дунаевский
- Михаил Палатник — Николай Эрдман
- Антон Мухарский — Григорий Александров
- Людмила Смородина — Любовь Орлова
- Анна Саминина — гримёрша
- Алексей Агопьян — гипнотезер
- Юрий Якуша — Владимир Нильсен
- Аркадий Гарцман — Исаак Бабель
- Анна Казючиц — Зоя, балерина
- Евгений Паперный — Платон Керженцев
- Вадим Цаллати — Лаврентий Берия
- Георгий Николаенко — Сергей Александрович Ананьев, генерал
- Дмитрий Завадский — комполка
- Александр Ярема — Кендюх, солдат
- Александр Перков — Мишка-водитель
- Юрий Ребрик — Валентин Новицкий. муж Антонины Ревельс
- Элеонора Шашкова — Екатерина Фурцева

## Съёмочная группа
- Авторы сценария: Аркадий Инин, Наталья Павловская
- Режиссёр-постановщик: Георгий Николаенко
- Сорежиссёр: Валентина Николаенко
- Операторы-постановщики: Олег Маслов-Лисичкин, Игорь Примисский
- Художник-постановщик: Пётр Корягин
- Композитор: Максим Дунаевский
- Исполнительные продюсеры: Феликс Клейман, Виктор Приходько
- Продюсер: Владимир Досталь